# Microterys kenyaensis
Microterys kenyaensis är en stekelart som beskrevs av Compere 1939. Microterys kenyaensis ingår i släktet Microterys och familjen sköldlussteklar.
Artens utbredningsområde är Kenya. Inga underarter finns listade i Catalogue of Life.